# Tashkent Open 2015 - Qualificazioni singolare
Le qualificazioni del singolare femminile del Tashkent Open 2015 sono state un torneo di tennis preliminare per accedere alla fase finale della manifestazione. Le vincitrici dell'ultimo turno sono entrate di diritto nel tabellone principale. In caso di ritiro di una o più giocatrici aventi diritto a queste sono subentrati le lucky loser, ossia le giocatrici che hanno perso nell'ultimo turno ma che avevano una classifica più alta rispetto alle altre partecipanti che avevano comunque perso nel turno finale.

## Teste di serie
1. Anett Kontaveit (qualificata)
2. Petra Martić (ultimo turno, Lucky loser)
3. Stefanie Vögele (qualificata)
4. Paula Kania (qualificata)

1. Maryna Zanevs'ka (ultimo turno, ritirata)
2. Sara Sorribes Tormo (primo turno)
3. Katarzyna Piter (ultimo turno)
4. Ekaterina Byčkova (ultimo turno)

## Qualificate
1. Anett Kontaveit
2. Kateryna Kozlova

1. Stefanie Vögele
2. Paula Kania

### Lucky Losers
1. Petra Martić

## Tabellone

### Legenda
| - Q = Qualificato - WC = Wild card - LL = Lucky loser | - ALT = Alternate - SE = Special Exempt - PR = Protected Ranking | - w/o = Walkover - r = Ritirato - d = Squalificato |

### Sezione 1
|  | Primo turno | Primo turno        | Primo turno        | Primo turno | Primo turno |  |  | Ultimo turno | Ultimo turno    | Ultimo turno | Ultimo turno | Ultimo turno |  |
|  |             |                    |                    |             |             |  |  |              |                 |              |              |              |  |
|  | 1           | Anett Kontaveit    | Anett Kontaveit    | 6           | 7           |  |  |              |                 |              |              |              |  |
|  |             | Lidzija Marozava   | Lidzija Marozava   | 4           | 6(1)        |  |  | 1            | Anett Kontaveit | 7            | 4            | 6            |  |
|  |             | Akgul Amanmuradova | Akgul Amanmuradova | 2           | 5           |  |  | 7            | Katarzyna Piter | 69           | 6            | 3            |  |
|  | 7           | Katarzyna Piter    | Katarzyna Piter    | 6           | 7           |  |  |              |                 |              |              |              |  |

### Sezione 2
|  | Primo turno | Primo turno         | Primo turno         | Primo turno | Primo turno |  |  | Ultimo turno | Ultimo turno     | Ultimo turno     | Ultimo turno | Ultimo turno |  |
|  |             |                     |                     |             |             |  |  |              |                  |                  |              |              |  |
|  | 2           | Petra Martić        | Petra Martić        | 6           | 6           |  |  |              |                  |                  |              |              |  |
|  |             | Vera Duševina       | Vera Duševina       | 4           | 3           |  |  | 2            | Petra Martić     | Petra Martić     | 1            | 3            |  |
|  |             | Kateryna Kozlova    | Kateryna Kozlova    | 6           | 7           |  |  |              | Kateryna Kozlova | Kateryna Kozlova | 6            | 6            |  |
|  | 6           | Sara Sorribes Tormo | Sara Sorribes Tormo | 0           | 5           |  |  |              |                  |                  |              |              |  |

### Sezione 3
|  | Primo turno | Primo turno       | Primo turno       | Primo turno | Primo turno |  |  | Ultimo turno | Ultimo turno      | Ultimo turno | Ultimo turno | Ultimo turno |  |
|  |             |                   |                   |             |             |  |  |              |                   |              |              |              |  |
|  | 3           | Stefanie Vögele   | Stefanie Vögele   | 6           | 6           |  |  |              |                   |              |              |              |  |
|  | WC          | Vlada Ekshibarova | Vlada Ekshibarova | 1           | 3           |  |  | 3            | Stefanie Vögele   | 7            | 2            | 6            |  |
|  |             | Carolin Daniels   | 3                 | 6           | 2           |  |  | 8            | Ekaterina Byčkova | 5            | 6            | 4            |  |
|  | 8           | Ekaterina Byčkova | 6                 | 3           | 6           |  |  |              |                   |              |              |              |  |

### Sezione 4
|  | Primo turno | Primo turno        | Primo turno        | Primo turno | Primo turno |  |  | Ultimo turno | Ultimo turno     | Ultimo turno     | Ultimo turno     | Ultimo turno |  |
|  |             |                    |                    |             |             |  |  |              |                  |                  |                  |              |  |
|  | 4           | Paula Kania        | Paula Kania        | 6           | 6           |  |  |              |                  |                  |                  |              |  |
|  |             | Oksana Kalašnikova | Oksana Kalašnikova | 2           | 1           |  |  | 4            | Paula Kania      | Paula Kania      | Paula Kania      | w/o          |  |
|  | WC          | Arina Folc         | Arina Folc         | 1           | 3           |  |  | 5            | Maryna Zanevs'ka | Maryna Zanevs'ka | Maryna Zanevs'ka |              |  |
|  | 5           | Maryna Zanevs'ka   | Maryna Zanevs'ka   | 6           | 6           |  |  |              |                  |                  |                  |              |  |